# Vriescheloo (waterschap)
Vriescheloo is een voormalig waterschap in de Nederlandse provincie Groningen.
Het waterschap kan worden gezien als de rechtsopvolger van het dijkrecht van het kerspel Vriescheloo. Het kerspel vormde een onderdeel van het Tienkarspelenzijlvest dat de uitwatering via de Westerwoldse Aa regelde. Een logement in Vriescheloo fungeerde als waterschapshuis.
Het gebied lag ter weerszijden van het dorp Vriescheloo tussen het B.L. Tijdenskanaal in het zuidoosten en dijk langs de Westerwoldse Aa in het noordwesten. De noordoostgrens lag bij het Veendiep en de zuidgrens werd gevormd door de wegen de Veelerscheiding, de Loosterweg en de Wedderweg (N973), de westgrens lag iets ten westen van de weg het Wedderveen. Het gebied loosde zijn water op de Westerwoldse Aa met behulp van een stoomgemaal en een molen, die beide in de noordpunt van het schap stonden.
Het latere waterschap Vriescheloo had een grote poldermolen aan de Westerwoldse Aa die omstreeks 1636 is gebouwd. Het was daarmee een van de eerste poldermolens in de provincie. De Vrieschelooster of Looster Watermolen, vermoedelijk een grondzeiler, stond aan het einde van het Zijldiep naast een klief (klepsluis), die een extra afwateringsmogelijkheid bood. Hij staat afgebeeld op verschillende kaarten, waaronder de provinciekaart van Theodorus Beckeringh uit 1781 en waterschapskaarten uit 1828 en 1862. De klief werd later verplaatst naar de uitmonding van het nieuwe Veenkanaal. De molen brandde in 1886 af en werd toen vervangen door het stoomgemaal De Klieve. Dit gemaal maakte op zijn beurt plaats voor een motorgemaal met dieselaandrijving, dat omstreeks 1971 werd gesloopt.
Daarnaast werd in 1868 een tweede poldermolen (Broekema's molen) aan de Westerwoldse Aa gebouwd, vlakbij de Lutjeloosterbrug. Dit was een grondzeiler, die in 1951 werd gesloopt. Daarna kwam hier een elektrisch gemaal te staan.
Waterstaatkundig gezien ligt het gebied sinds 2000 binnen dat van het waterschap Hunze en Aa's.